# Ola Kamara
Ola Kamara (Oslo, 1989. október 15. –) norvég válogatott labdarúgó, csatár.

## Pályafutása

### Klubcsapatokban
Kamara a norvég fővárosban, Osloban született Sierra Leone-i apa és norvég anya gyermekeként. Az ifjúsági pályafutását a helyi Frigg Oslo csapatában kezdte, majd a Stabæk akadémiájánál folytatta.
2006-ban, 16-éves korában mutatkozott be a Stabæk első osztályban szereplő felnőtt csapatában. Először a 2006. október 1-jei, Lillestrøm ellen 2–2-es döntetlennel zárult mérkőzés 85. percében Somen Tchoyit váltva lépett pályára. A 2007-es szezonban a másodosztályú Hønefoss csapatát erősítette kölcsönben. 2008-ban a Stabækkel megszerezte a bajnoki címet.
2009-es szezon kezdete előtt a Strømsgodsethez igazolt. A 2010-es norvég kupának az elődöntőjében és a döntőjében szerzett góljaival is hozzájárult a klub kupagyőzelméhez. 2012. június 24-én, a Rosenborg ellen idegenben 3–3-as döntetlennel zárult mérkőzésen mesterhármast szerzett. Egy hét múlva a Hønefoss ellen 5–0-ra megnyert találkozón újra háromszor talált be a hálóba.
2013 januárjában az osztrák SV Ried szerződtette, majd egy pár nappal később féléves kölcsönszerződést kötött a német TSV 1860 Münchennel. A 2013-as szezon második felében visszatért a Strømsgodsethez szintén kölcsönben, ahol 14 mérkőzésen 12 gólt ért el. 2014 januárjában az Austria Wienhez igazolt. 2015-ben a Molde kölcsönjátékosa volt.
2016. február 4-én az észak-amerikai első osztályban érdekelt Columbus Crew csapatához igazolt. Először a 2016. április 9-ei, Montréal elleni mérkőzés 70. percében Kei Kamara cseréjeként lépett pályára. 2016. május 29-én a Real Salt Lake ellen 4–3-re megnyert találkozón újabb mesterhármast szerzett. 2018-ban a LA Galaxy csapatát erősítette, ahol 31 mérkőzésen 14 gólt ért el. A 2019-es szezon első felében a kínai Shenzhennél szerepelt.
2019. augusztus 7-én a DC Unitedhez igazolt. Augusztus 18-án, a Vancouver Whitecaps elleni mérkőzés 74. percében Wayne Rooneyt váltva lépett debütált. A következő fordulóban a New York Red Bulls ellen hazai pályán 2–1-re elvesztett találkozón szerezte.
2023. március 23-án a svéd Häckenhez írt alá. 2024 márciusában a Vålerenga csapatába igazolt.

### A válogatottban
Kamara az U17-es, az U18-as és U23-as korosztályokban is képviselte Norvégiát.
2013-ban debütált a norvég válogatottban. Először a 2013. október 11-ei, Szlovénia elleni VB-selejtező 61. percében Daniel Braaten cseréjeként lépett pályára. Első válogatott gólját 2014. január 15-én, a Moldova ellen 2–1-re megnyert barátságos mérkőzésen szerezte.

## Statisztikák
2023. április 3. szerint
| Klub                             | Szezon   | Osztály              | Bajnokság | Bajnokság | Kupa  | Kupa | Nemzetközi | Nemzetközi | Összesen | Összesen |
| Klub                             | Szezon   | Osztály              | Meccs     | Gól       | Meccs | Gól  | Meccs      | Gól        | Meccs    | Gól      |
| -------------------------------- | -------- | -------------------- | --------- | --------- | ----- | ---- | ---------- | ---------- | -------- | -------- |
| Stabæk                           | 2006     | Tippeligaen          | 3         | 0         | 0     | 0    | —          | —          | 3        | 0        |
| Stabæk                           | 2007     | Tippeligaen          | 0         | 0         | 1     | 1    | —          | —          | 1        | 1        |
| Stabæk                           | 2008     | Tippeligaen          | 3         | 0         | 1     | 0    | —          | —          | 4        | 0        |
| Stabæk                           | Összesen | Összesen             | 6         | 0         | 2     | 1    | 0          | 0          | 8        | 1        |
| Hønefoss (kölcsönben)            | 2007     | Adeccoligaen         | 8         | 0         | 1     | 0    | —          | —          | 9        | 0        |
| Strømsgodset                     | 2009     | Tippeligaen          | 15        | 4         | 2     | 1    | —          | —          | 17       | 5        |
| Strømsgodset                     | 2010     | Tippeligaen          | 25        | 7         | 5     | 2    | —          | —          | 30       | 9        |
| Strømsgodset                     | 2011     | Tippeligaen          | 30        | 11        | 3     | 1    | 2          | 0          | 35       | 12       |
| Strømsgodset                     | 2012     | Tippeligaen          | 30        | 12        | 4     | 2    | —          | —          | 34       | 14       |
| Strømsgodset                     | Összesen | Összesen             | 100       | 34        | 14    | 6    | 2          | 0          | 116      | 40       |
| TSV 1860 München (kölcsönben)    | 2012–13  | 2. Bundesliga        | 10        | 0         | 0     | 0    | —          | —          | 10       | 0        |
| TSV 1860 München II (kölcsönben) | 2012–13  | Regionalliga Bayern  | 5         | 2         | —     | —    | —          | —          | 5        | 2        |
| Strømsgodset (kölcsönben)        | 2013     | Tippeligaen          | 14        | 12        | 0     | 0    | 2          | 1          | 16       | 13       |
| Austria Wien                     | 2013–14  | Austrian Bundesliga  | 12        | 1         | 0     | 0    | —          | —          | 12       | 1        |
| Austria Wien                     | 2014–15  | Austrian Bundesliga  | 11        | 1         | 0     | 0    | —          | —          | 11       | 1        |
| Austria Wien                     | Összesen | Összesen             | 23        | 2         | 0     | 0    | 0          | 0          | 23       | 2        |
| Molde (kölcsönben)               | 2015     | Tippeligaen          | 29        | 14        | 4     | 2    | 11         | 5          | 44       | 21       |
| Columbus Crew                    | 2016     | MLS                  | 25        | 16        | 1     | 0    | —          | —          | 26       | 16       |
| Columbus Crew                    | 2017     | MLS                  | 39        | 19        | 0     | 0    | —          | —          | 39       | 19       |
| Columbus Crew                    | Összesen | Összesen             | 64        | 35        | 1     | 0    | 0          | 0          | 65       | 35       |
| LA Galaxy                        | 2018     | MLS                  | 31        | 14        | 1     | 0    | —          | —          | 32       | 14       |
| Shenzhen                         | 2019     | Chinese Super League | 5         | 0         | 1     | 0    | —          | —          | 6        | 0        |
| DC United                        | 2019     | MLS                  | 6         | 3         | 0     | 0    | —          | —          | 6        | 3        |
| DC United                        | 2020     | MLS                  | 22        | 4         | 0     | 0    | —          | —          | 22       | 4        |
| DC United                        | 2021     | MLS                  | 28        | 19        | 0     | 0    | —          | —          | 28       | 19       |
| DC United                        | 2022     | MLS                  | 30        | 9         | 1     | 2    | —          | —          | 31       | 11       |
| DC United                        | Összesen | Összesen             | 86        | 35        | 1     | 2    | 0          | 0          | 87       | 37       |
| Häcken                           | 2023     | Allsvenskan          | 1         | 0         | 0     | 0    | 0          | 0          | 1        | 0        |
| Összesen                         | Összesen | Összesen             | 380       | 146       | 25    | 11   | 15         | 6          | 420      | 163      |

### A válogatottban
| Válogatott | Év       | Pályára lépés | Gól |
| ---------- | -------- | ------------- | --- |
| Norvégia   | 2013     | 4             | 0   |
| Norvégia   | 2014     | 3             | 1   |
| Norvégia   | 2017     | 2             | 0   |
| Norvégia   | 2018     | 4             | 5   |
| Norvégia   | 2019     | 4             | 1   |
| Összesen   | Összesen | 17            | 7   |

#### Góljai a válogatottban
| # | Időpont            | Helyszín                                                       | Ellenfél   | Gólok | Eredmény | Kiírás              |
| - | ------------------ | -------------------------------------------------------------- | ---------- | ----- | -------- | ------------------- |
| 1 | 2014. január 15.   | Mohammed bin Zayed Stadion, Abu-Dzabi, Egyesült Arab Emírségek | Moldova    | 1–1   | 2–1      | Barátságos mérkőzés |
| 2 | 2018. március 23.  | Ullevaal Stadion, Oslo, Norvégia                               | Ausztrália | 1–1   | 4–1      | Barátságos mérkőzés |
| 3 | 2018. március 23.  | Ullevaal Stadion, Oslo, Norvégia                               | Ausztrália | 3–1   | 4–1      | Barátságos mérkőzés |
| 4 | 2018. március 23.  | Ullevaal Stadion, Oslo, Norvégia                               | Ausztrália | 4–1   | 4–1      | Barátságos mérkőzés |
| 5 | 2018. november 19. | GSP Stadion, Nicosia, Ciprus                                   | Ciprus     | 1–0   | 2–0      | Nemzetek Ligája     |
| 6 | 2018. november 19. | GSP Stadion, Nicosia, Ciprus                                   | Ciprus     | 2–0   | 2–0      | Nemzetek Ligája     |
| 7 | 2019. március 26.  | Ullevaal Stadion, Oslo, Norvégia                               | Svédország | 3–3   | 3–3      | EB-selejtező        |

## Sikerei, díjai
Strømsgodset
- Tippeligaen
  - Bajnok (1): 2013
- Norvég Kupa
  - Győztes (1): 2010